# Hans-Arnold Stahlschmidt
Hans-Arnold Stahlschmidt (Kreuztal, Renania del Norte-Westfalia, 15 de septiembre de 1920 - El Alamein, 7 de septiembre de 1942) fue un piloto de caza y as de la Luftwaffe durante la Segunda Guerra Mundial. Logró 59 victorias contra las fuerzas aéreas de los aliados occidentales en la Campaña en África del Norte volando en un avión de caza Messerschmitt Bf 109. Stahlschmidt fue un íntimo amigo del destacado as Hans-Joachim Marseille (158 derribos).

## Biografía
Hans-Arnold Stahlschmidt era hijo del empresario Arno Stahlschmidt. Asistió a la escuela primaria en Kreuztal y terminó el bachillerato en abril de 1939 en el liceo de Weidenau/Sieg.
Stahlschmidt completó su Servicio de trabajo al Reich (Reichsarbeitsdienst) en Eichelsachsen cerca de Gleiwitz. Posteriormente se incorporó al servicio militar en Salzwedel y se convirtió en un soldado profesional. En Salzwedel completó su formación básica militar como piloto de caza. Continuó su entrenamiento como piloto en Breslau y Viena-Schwechat. Desde aquí se le destinó al Jagdgeschwader 27.

## Segunda Guerra Mundial
Después de incorporarse al Jagdgeschwader 27 a principios de 1941, a Stahlschmidt le llevó tiempo adaptarse a las condiciones del desierto. Sin embargo, antes siquiera de realizar un derribo, consiguió hundir dos buques aliados, lo que permitió hacer 32 prisioneros.
Su primer derribo fue el de un Hawker Hurricane con el que combatió el 15 de junio de 1941. El 22 de enero de 1942, Stahlschmidt y su compañero de ala consiguieron rechazar el ataque del Escuadrón Nº 3 de la RAAF. Stahlschmidt derribó al oficial de vuelo James McIntosh que resultó muerto.
En febrero de 1942, Stahlschmidt estaba atacando vehículos aliados en vuelo rasante cuando su motor se paró de repente. Hizo un aterrizaje de emergencia y fue hecho prisionero por soldados polacos libres, que le golpearon y le robaron sus medallas. Esa noche logró escapar y después de 24 horas y de 60 km de caminata por el desierto, llegó a las líneas alemanas. 
El 21 de febrero, Stahlschmidt iba en una formación dirigida por su Jefe de escuadrón, Oberleutnant Gerhard Homuth. Vieron 11 aviones P-40 Kittyhawk cerca de Acroma. En una carta dirigida a su madre, describió lo que ocurrió: 

«Vi los aviones Curtiss aproximadamente a unos 300 metros debajo y delante de nosotros. Estos aparatos no suponían ninguna amenaza. Yo intentaba recuperar el nivel de vuelo, pues mis compañeros estaban a bastante más altura que yo. Keppler (su compañero de ala) estaba alejado de mí. Volví a ver los Curtiss a 300 metros directamente debajo de mi y conté once aviones.

No sospeché nada desfavorable y seguí ascendiendo. De repente hubo un ruido fuerte en mi cabina, había recibido disparos de cañón [sic].

El cacharro inmediatamente comenzó a voltearse de forma incontrolada. El combustible entraba a borbotones en la carlinga, comenzó a echar humo y luego perdí totalmente el control del Bf 109, caí en espiral a través de la formación de Curtiss.

Por el intercomunicador oí la voz enojada de Homuth: "¿Eres idiota, cómo has dejado que te derriben?"

Iba cayendo mientras mi radiador dejaba una larga columna de humo. La temperatura del agua subió a 140 grados. A una altitud de 1000 metros de nuevo recuperé el control del cacharro. Con un poco de talento y suerte me las arreglé para volar los 100 km que había hasta nuestras propias líneas, iba arrancando el motor a ratos con el fin de ganar altura para el largo vuelo a casa.»

Aterrizó en tierra de nadie, escapando de los restos incendiados de su aparato sólo con las cejas chamuscadas. Corrió hacia las líneas alemanas mientras le disparaban los camiones de un convoy aliado que acababa de sobrevolar. Una unidad alemana le rescató.
De vuelta a su escuadrón, Stahlschmidt se enteró por Marseille y Homuth que el jefe de los Kittyhawk se había apartado bruscamente de la formación y le había disparado con mucha precisión. Ambos eran de la opinión de que fue un maravilloso tiro. El piloto aliado era el as australiano y líder del escuadrón Clive Caldwell, commandante del Escuadrón Nº 112 de la RAF.
En febrero de 1942, Stahlschmidt fue galardonado con el Broche de vuelo de la Luftwaffe en oro, insignia para los pilotos de caza. Fue el primer piloto en África que completó 200 misiones de combate. Fue galardonado con la Cruz Alemana en Oro el 9 de abril de 1942, seguida, el 20 de agosto, por la Cruz de Caballero por haber conseguido 50 derribos. 
El 1 de julio de 1942, fue nombrado Jefe de escuadrón del II./JG 27. Como la superioridad numérica de los Aliados comenzaba a hacerse patente en el verano de 1942, los éxitos de Stahlschmidt se hicieron más numerosos, anotándose, solo en junio de 1942, 25 derribos.
Su último derribo lo consiguió el 5 de septiembre de 1942, cuando derribó dos cazabombarderos P-40; su última víctima cayó a las 18:25 horas al sur de Hamman, y con ella alcanzó las 59 victorias.

## Muerte
El 7 de septiembre de 1942, Stahlschmidt volaba en el Messerschmitt Bf 109 F-4 (W.Nr. 8704) "4 Rojo" formando parte de un Schwarm (dos parejas de cazas) que había despegado para realizar una misión de “caza libre” al sureste de El Alamein. Interceptaron una formación de reconocimiento táctico protegida por una fuerte escolta de Hurricane MK IICs del Escuadrón Nº 33 de la RAF y del Escuadrón Nº 213 de la RAF. Sin embargo, Stahlschmidt y sus compañeros de vuelo no vieron una formación de Spitfire Mk vcs, del Escuadrón Nº 601 de la RAF, que volaba con el sol a sus espaldas. Los Spitfire se lanzaron en picado contra los Bf 109 S derribando al oberleutnant Karl von Lieres, a Wilkau (24 derribos) y a Stahlschmidt. El veterano Wilkau sobrevivió a un aparatoso aterrizaje forzoso. Sin embargo, los restos del avión de Stahlschmidt no se pudieron encontrar por ninguna parte. Se le dio como desaparecido en combate y su paradero exacto sigue siendo desconocido hasta hoy día. Recientes investigaciones sugieren que pudo haber sido derribado por un as americano, el teniente de vuelo John H. Curry de la RFAC ( 7,5 derribos acreditados), del Escuadrón Nº 601.
En más de 400 misiones de combate en el Norte de África, Stahlschmidt se anotó 59 derribos, todos los cuales menos cuatro fueron cazas monomotores aliados. El 3 de enero de 1944 se convirtió en el militar alemán n° 365 en ser condecorado con las Hojas de Roble para la Cruz de Caballero de la Cruz, y lo fue a título póstumo. En esa fecha también fue ascendido a Oberleutnant. 
En el espacio de tres semanas, el Grupo I del Jagdgeschwader 27 fue sacudido con la muerte de sus tres mejores pilotos. La muerte de Stahlschmidt se produjo sólo 24 horas después de la de otro as del JG 27, Günter Steinhausen (40 derribos), y fue seguida, el 30 de septiembre de 1942, por la de Hans-Joachim Marseille (la "Estrella de África", 158 derribos). El grupo I./JG 27 consiguió derribar 588 aviones enemigos entre abril de 1941 y noviembre de 1942. Stahlschmidt, Steinhausen y Marseille contabilizaron 250 de estos derribos, un 42% del total de la unidad.
Comprensiblemente, la moral cayó tan bajo que el grupo se retiró a Sicilia en octubre. Regresó brevemente al norte de África, pero fue retirado de este teatro de operaciones por última vez en diciembre de 1942.